# Bleach (TV serija)
Bleach je japonska anime televizijska serija, ki temelji na izvirni manga seriji Bleach, katero je napisal Tite Kubo Produciral ga je Pierrot, režiral pa Noriyuki Abe. Serija je bila predvajana na TV Tokyo in trajala od oktobra 2004 do marca 2012 z obsegom 366 epizod. Zgodba sledi dogodivščinam Ichiga Kurosakija, potem ko pridobi moči Soul Reaperja od drugega Soul Reaperja, Rukia Kuchikija . Njegove novoodkrite moči mu omogočijo, da prevzame dolžnost obrambe ljudi pred zlobnimi duhovi in vodenje duš v posmrtno življenje. Poleg animiranju serije, anime občasno vključuje izvirne samostojne zgodbe in like, ki jih ni v izvorni mangi.
Viz Media je marca 2006 pridobila pravice za distribucijo anime bleach na tuje televizije in za domače ogledovanje. Bleach je bil predvajan v Združenih državah na Adult Swim od septembra 2006 do novembra 2014.
Bleach: Thousand-Year Blood War, nadaljevajoča serija, ki zajema zadnjin del zgodbe mange, ki jo je prav tako animiral Pierrot (studio Pierrot za prva dva dela in Pierrot Films za tretji del) in režiral Tomohisa Taguchi, je predvajala prvih 13 epizod na TV Tokyo od oktobra do decembra 2022. Drugih 13 epizod je bilo predvajanih od julija do septembra 2023. Tretji del z 14 epizodami je bil predvajan od oktobra do decembra 2024. Četrti del je bil napovedan po koncu tretjega.

## Zgodba
Serija spremeni Kubovo mango v anime, in prilagodi glavno zgodbon in uvaja ekskluzivne anime priključke. V mestu Karakura, srednješolec Ichigo Kurosaki postane nadomestni Soul Reaper (死神, Shinigami, Dobesedni prevod "Bog Smrti") , ko Rukia Kuchiki tvega svoje življenje, da bi ga zaščitila pred Hollowej, ki napade Ichigovi mlajši sestri. Čeprav sprva neželi sprejmati svojo odgovornost, prevzame njeno mesto in med tem časom odkrije, da je tudi nekaj sošolcev duhovno ozaveščenih in imajo lastne moči: Quincy Uryū Ishida uporablja duhovne delce, Orihime Inoue ima skupino zaščitnih duhov, imenovanih Shun Shun Rikka, Yasutora Sado ("Chad") pa ima moč, ki je enaka Hollowej, ki so ujeti v njegovi roki.
Čez nekaj časa je Rukia ujeta in odperljana v Soul Society, kjer je obsojena na smrt zaradi njenih prekrškov v človeškem svetu. Ichigo potem sreča Kisukeja Uraharo in Yoruichija Shihōina, dvojico izgnanih soulreperjev, ki mu lahko pomagata rešiti Rukio. Po dolgi bitki je odkrito, da je kapitan moštva Sōsuke Aizen podtaknil Rukii zločin in nezakonito eksperimentiral na Soul Reaperje in Hollows. Aizen namerava osvojiti Soul Society z uporabo Hōgyokuja, do zdaj neznanega izuma ki mu umogoči soremeniti polne Hollowje v pol Soul Reapers, kaj jim poveča moč eksponantno. Potem ko je ponaredil svojo smrt in je njegov ponovni pojav, ki je povzročil bitke in prepire med drugimi kapitani.,Aizen za varnist potem pobegne v Hueco Mundo, kraljestvo Hollows, in kasneje ugrabi Orihime, ki je ključna pri ustvarjanju Okena, ki mu bo omogočil, da vstopi v palačo Duševnega kralja in ga ubiti, s tem nameraval postati vladarj od Soul Society.
Potem ko so ga izurili Vizard, drugi izgnani želci duš in žrtve Aizenovega eksperimentov, Ichigo in njegovi prijatelji odpotujejo v Hueco Mundo. Soočenje s skupino Arrancarjev, ki so Hollowi z sposobnostmi Soul Reaper, ki jih vodi elitna skupina, znana kot Espadas, ki je sestavljena iz desetih Arrancarjev z močjo večjo od večine kapitanov. Espada služijo kot poveljniki v Aizenovi vojski in vsak ima frakcijo šibkejših Arrancarjev. Skupaj z Aizenom, Ginom Ichimarujem in Kanameom Tōsenom ima Espada kot skupina premoč v bitki, ki prihaja. Po tem, ko je rešil Orihime, Aizen razkrije, da je bila njena ugrabitev motnja, ki mu je omogočila, da zavzame mesto Karakura, saj je njegova duhovna energija tisto, kar potrebuje da ustvari Oken. Po tem, ko ga je izuril njegov oče Isshin, še en izgnani Reaper duš, Ichigo žrtvuje svojo moč, da zapečati Aizena, ko Hōgyoku zavrne svojega gospodarja in Reaperji duš premagajo Espadas.
Nekaj mesecev kasneje se Chad razkrije kot Fullbringer iz skupine Xcution. Lahko se odrečejo svojim močem, da obnovijo druge, in to nameravajo storiti to za Ichigoja, ki uporablja moč Fullbringerja. Vendar je vse to zvijača njihovega vodje Kuga Ginjoa, Fullbringerja in nekdanjega nadomestnega soul reperja, da bi izvlekel njegove moči in opolnomočil vse njih. Ichigu se obnovijo moči Soul Reaperja, ko si pridobi njegovo zaupanje od Soul Society. Potem ko je pomagal drugim Soul Reapers premagati Ginjoovo ekipo, Ichigo nadeljuje z svojo dolžnostjo kot uradni nadomestni Soul Reaper.
Med serijo je predstavljenih več ekskluzivnih anime zgodb. Prvi lok se osredotoča na Bount, skupino duhovnih ljudi, ki so dlje nesmrtni s krajo duš. Njihov vodja, Jin Kariya, želi uničiti Soul Society iz maščevanja. Vendar jih Ichigo in njegovi zavezniki premagajo. Drugi lok se osredotoča na Shūsuke Amagai, kapitana Soul Reaperja, ki nadomešča Ichimaruja. Amagai se maščuje stotniku Yamamotu za smrt njegovega očeta in uporabi prepovedani poskus klana. Vendar Amagai spozna svojo napako in se ubije. Tretji lok prikazuje zlobnega duha Zanpakutō Muramasa, ki sebe in druge spremeni v duhovna bitja, da bi se maščeval družbi duš, ker je zaprla svojega gospodarja Kōga Kuchikija. Po uspehu je prevaren in se spremeni v pošastno bitje, ki ga Ichigo premaga, a ko Muramasa razkrije, je bil namen, da bi Soul Reapers in Zanpakutō komunicirali pod enakimi pogoji. Četrti in zadnji lok prikazuje dogodek, v katerem Kagerōza Inaba ustvari spremenjene kopije vseh žancev duš v telesih Reigai. Poskuša se zliti z Nozomi Kujō v izvirno bitje Ōko Yushima. Vendar se Nozomi žrtvuje, da bi premagala Inabo, in Ichigo izgubi svojo moč.